# 异蕊柳
异蕊柳（学名：Salix heteromera）为杨柳科柳属的植物，为中国的特有植物。分布于中国大陆的云南等地，生长于海拔1,650米至2,300米的地区，一般生长在路旁，目前尚未由人工引种栽培。